# 桑格島
3°35′N 125°30′E / 3.583°N 125.500°E
桑格島（Sangir）也叫桑义赫岛（Sangihe）是印度尼西亞北蘇拉威西省的島嶼，是桑格群島的最大岛，位於西里伯斯海以西和馬魯古海以東，面積552平方公里，最高點是海拔高度1,320米的阿武火山。1856年3月，阿武火山大爆發，死亡人數超過二千人，可能高達六千人，1966年和2004年也發生大型火山爆發。

## 外部連結
- Sangir-Talaud group